# Franciscus Bossinensis
Franciscus Bossinensis, Franjo Bosanac – kompozytor i lutnista pochodzenia bośniackiego, działający na przełomie XV i XVI wieku.

## Twórczość
Jest autorem podzielonej na dwie księgi pracy Tenori e contrabassi intabulati col sopran in canto figurato per cantar e sonar col lauto (ks. I wyd. Wenecja 1509, ks. 2 wyd. Fossombrone 1511), wydanej przez Ottaviano Petrucciego. Jest to jeden z najwcześniejszych druków muzyki instrumentalnej. W publikacji tej zawarto intawolacje 126 frottol autorstwa różnych kompozytorów, oryginalnie 4-głosowych, w których Bossinensis pozostawił głos najwyższy jako wokalny, tenor i bas zapisał systemem tabulaturowym bez zmian lub dodając ornamenty, natomiast alt w ogóle pominął. Do frottol tych dołączył w formie przygrywek, interludiów lub zakończeń 46 własnych ricercarów o charakterze improwizacyjnym.